# Nematocampa completa
Nematocampa completa là một loài bướm đêm trong họ Geometridae.